# Grabice (województwo opolskie)
Grabice (dodatkowa nazwa w j. niem. Zedlitz) – wieś w Polsce, położona w województwie opolskim, w powiecie opolskim, w gminie Murów.

## Części wsi
| SIMC    | Nazwa   | Rodzaj     |
| ------- | ------- | ---------- |
| 0499235 | Kęszyce | przysiółek |

## Historia
Do głosowania podczas plebiscytu uprawnione były w Grabicach 272 osoby, z czego 154, ok. 56,6%, stanowili mieszkańcy (w tym 151, ok. 55,5% całości, mieszkańcy urodzeni w miejscowości). Oddano 267 głosów (ok. 98,2% uprawnionych), w tym 266 (ok. 99,6%) ważnych; za Niemcami głosowało 266 osób (ok. 99,6%), a za Polską 0 osób (0,0%). 9 września 1947 r. nadano miejscowości polską nazwę Grabice.

## Demografia
| Rok                | 1933 | 1939 | 2007 | 2009 | 2012 |
| Liczba mieszkańców | 305  | 267  | 89   | 85   | 86   |

(Źródła:.)